# 人肉搜索

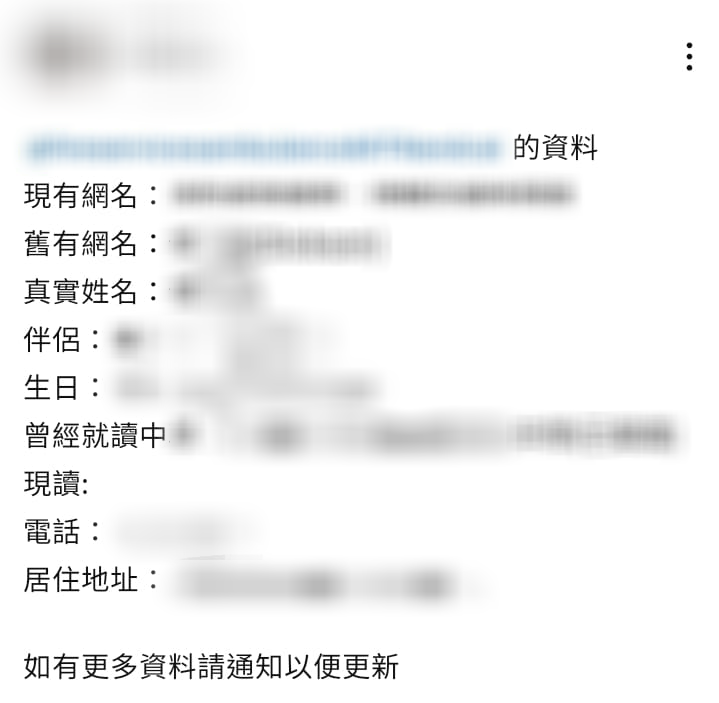
一名網民起底後將個人資料發佈於社交平台

人肉搜索，或称为起底、人肉、人肉搜尋、肉搜，俗称挂人、开盒 、开户或出道，为汉语特有术语，指是一種以互联网为媒介，利用搜索引擎或博客、论坛等网络媒体，所提供的信息进行分布式研究（逐个辨别真伪），以查找人物隐私并对其人物施加压力的网民群众运动现象。人肉搜索有時也造就了網路爆紅現象。

## 名詞由來
在中國大陸稱為「人肉搜索」，而「人肉」一詞表明人工的介入在搜索過程中所扮演的重要角色，以區別於基於算法的傳統機器搜索。在中國網路文化圈“人肉搜索”一詞最早於2001年在猫扑網上出現，本意為單純的以人工操作。
在香港，該行為則稱為起底（起出目標的底細），或「網絡起底」。該詞起源於高登討論區，透過搜尋器或匿名報料等方式，获取目標人士的各种信息。
在英語中，起底常被稱作“doxing”（或拼作“doxxing”）。該詞來自「dox」，衍生自「docs」，即「document」（檔案）的簡寫，特別指稱「收集並發佈某人的個人資料檔案」行為。

## 发展简史

### 香港
在香港，網絡起底文化已於2000年起開始盛行，特別見於「高登討論區」，當時的會員組成「起底組」，對目標人物的底細盡起，較知名的例子是2004年的當代網絡紅人「全職賭撚二世」起底事件。網絡文化研究人士認為，這類的行為達至「公審」之效果，在一定程度上由於現實情況未能處理，則由網民力量自發執行「審判」。一些事件因警方不受理而無法從法律方式解決，網民便轉而「自決」，卻可能涉及「網絡欺凌」。
2020年12月18日，法官陈仲衡就警員北區醫院襲擊老翁一案宣判。法官在直指当值时行私刑的警员必须要受到严厉阻吓之后，考虑到其中一警員事后被「起底」，家人受波及，为他减刑1个月，再次指强调香港不容私刑。
2021年5月政制及內地事務局向香港立法會提交文件，計劃提交有關打撃「起底」行為的修訂條例草案，並建議在現行《個人資料（私隱）條例》下引入針對「起底」行為的罪行，並賦權個人資料私隱專員公署就罪行執法。條例草案於2021年9月29日獲得通過，於同年10月8日起生效，一經定罪，最高可罰款港币一百万元及監禁5年。

### 中國大陆
可以考证的人肉搜索，最早起源于2006年2月天涯虚拟社区之“娱乐八卦”论坛对著名网络名人“毒药”的调查。当时在各大网上社区广泛流传“毒药”为高官许世友之后代，数名天涯网友对“毒药”发起了互联网上首次基于互联网搜索引擎的人肉搜索活动，从此彻底改写了互联网匿名的历史，造成了巨大影响。
2006年4月的“铜须门”事件是人肉搜索的又一例证，猫扑论坛上大量网友被发动起来，将这起偷情事件的男女主角包括照片、工作单位、学校、姓名等详细资料公布于众。有网民曾在天涯杂谈对铜须發出 “追杀令”，更有黑客成功窃取了铜须的MSN密码。
2006年4月的另一件事是“踩猫事件”。网民们靠视频截图中出现的大桥，认出了视频拍摄地点是黑龙江萝北县，并迅速挖出了踩猫者，资料显示此人是一位离婚的中年护士。尽管并没有触犯法律，该护士仍然被单位解职，并受到极大精神打击。
2007年4月“钱军打人”事件是又一个例证，几个小时之内，殴打老人者钱军和其妻子的电话号码、身份证号码、家庭住址、工作单位、孩子上学的学校全部曝光，许多人发短信给他的妻子，声称要弄死他们一家。
2007年，还有流氓外教案，一个“外教”在自己博客上写自己与多少中国女人发生性关系。这一博客被上海社会科学院教授张结海披露，引起了全国性的“网络通缉令”。很快，行为艺术家承认，流氓外教是自己搞的“行为艺术”。
2007年夏的伊莱克斯女助理案，一位外企女白领的外籍上司情人邮箱被盗，女白领的照片被贴得到处都是，个人资料、身高体重、血型和毕业院校全部曝光。多数网民只是认为外国人玩弄女下属，并斥责女白领不要脸，从中获取不正当利益。少数指责盗窃邮箱者的黑客行为。
2007年10月天涯发生“史上最牛小三”事件。
进入2008年后，互联网上人肉搜索活动慢慢个别人偶然为之发展到有系统的集体行为，各种人肉搜索事件层出不穷，人肉搜索这个名称也慢慢成型，手段也为许多人所掌握。
2008年2月轟動華語社會一時的陳冠希裸照事件中，某雜誌對涉裸照案的女星以剪影方法暗示，中國大陸的網民便以人肉搜索的方法把女星剪影的原圖找出。
到2008年的深圳11岁女童猥亵事件，人肉搜索在互联网上慢慢从非主流进化到主流，在规模和社会影响上都产生了进步。
再到2008年11月末，人肉搜索因爲韩国艺人组合东方神起的機場事件，並到隨後發生的其fans發布“代表國人道歉一文”，以及之後的侮辱周恩來事件，人肉搜索都發揮了其作用。
2008年12月，南京市江宁区民政局局长、江宁区房产局局长周久耕在对房价问题放出查处低于成本价销售楼盘的开发商的高论后，引起网民不满。在网民搜索出周久耕在一次会议讲话时抽的是一千五百元一条的天价烟以及戴名表、开名车，与职务收入不符，而被有关部门关注。2009年10月10日下午，江苏省南京市中级人民法院判决：周久耕犯受贿罪，判处有期徒刑十一年，没收财产人民币一百二十万元。
2009年6月18日，中国中央电视台《新闻联播》和《焦点访谈》栏目播放了中国互联网违法和不良信息举报中心对谷歌中国搜索引擎的搜索结果存在大量淫秽色情链接的曝光。在当天的《焦点访谈》栏目中接受采访的大学生高也因过于虚假地附和央视观点，次日遭到网民人肉搜索。他在校内网的账号被人查出并在其中找出证据，指其在央视实习。
2010年12月发生了复旦黄山门事件，登山队的领队成为舆论焦点之一，其个人信息被网友查出，每天收到上百条咒骂短信。
2010年“史上最牛记者”事件，网友通过大量的网络搜索工作，在网上发布文章爆料新华社记者颜秉光发表在新华网上的数十篇新闻报道中的主角都是自己老公、女儿、婆婆、老爸、哥哥、姐姐等家人，以及9成网友支持绿坝的假新闻，同时还爆料颜秉光的姐夫是政府官员，颜秉光在新闻上为姐姐的企业做广告，剑指新华社，此事引起强烈的社会反响，广大网民纷纷质疑新闻的公信力以及新华社的合法性，颜秉光也收获了“史上最牛记者”的称号，2010年12月14日，新华社迫于舆论压力把颜秉光调到其他工作岗位。因为方舟子曾转载过这个爆料的帖子，很多媒体人纷纷引导舆论抹黑方舟子和他的妻子刘菊花，并指责方舟子爆料颜秉光是为了推广转基因，引起了方舟子的强烈反击，双方的骂战成功的转移了公众的注意力。其实颜秉光和反转基因原本没什么干系，方舟子也不是第一个转载爆料帖的人，此后不久立法禁止人肉搜索的苗头又一次出现在了屏幕上。
2013年12月3日，广东省陆丰市发生某少女被店主怀疑偷窃，个人信息遭人肉搜索，不堪同学“指指点点”而跳河自杀的事件，再次引发社会对人肉搜索利弊的关注。截至12月8日，警方发布通报，此案已立案侦查，涉事店主已被刑拘。
2020年11月，清华学姐事件，当事男学生在食堂被指控性骚扰，当事女生在朋友圈曝光对方个人信息后男生遭到人肉搜索和舆论指责。男生于次日调取监控确认为误会后，该女生委托他人“互相道歉”，学校方面亦无足够反应，遭舆论哗然，网民人肉搜索和纷纷指责该女生行为。
2025年3月12日，新浪微博某营销号发布张元英出席巴黎时装周当天往返的“魔鬼行程”，遭到一名孕妇质疑，随后该孕妇的个人信息在微博被曝光，日常生活受到张元英粉丝骚扰，导致孕妇被迫注销账号并更换住址，其丈夫也收到大量辱骂私信。3月15日，微博账号“你的眼眸是世界上最小的湖泊”主动承认自己“开盒”该孕妇的个人信息。随后网友梳理“眼眸”过往发布的信息，发现她曾晒出父亲月薪22万元的百度在职证明及收货地址等线索，推测其为百度副总裁谢广军之女。3月17日，谢广军在微信朋友圈发文表示深感愧疚，并向所有受影响的朋友郑重道歉。他称自己13岁女儿在网上与人争执，情绪失控下把海外社群网站上的他人隐私信息发布在自己的账号上，还导致他自己的个人信息也被曝光，引发大量负面言论扩散。3月19日，百度发表声明，开盒信息并非源自百度，信息来自海外的社工库。3月24日，网暴信息传播平台——微博以周报形式披露网暴治理结果，称清理发布“开盒”信息、传授开盒课程的违规内容451条，对147个账号予以阶段性禁言直至关闭账号的处置。

#### 恶俗维基
恶俗维基是一个于2014年1月8日上线的基于MediaWiki的信息库网站。恶俗维基自称“旨在揭露并记录事实”，以记录中华人民共和国互联网部分人物和事件为主，亦被称为“恶俗百科”。
恶俗维基所展示的内容来源各异，既有公开的资料、由恶俗维基用户自行提供的一次文献与二次文献，也有利用中国网络实名制、中华人民共和国手机实名制、中华人民共和国户籍制度等渠道非法收集的公民个人信息。
恶俗维基收录了一些名人，如六小龄童、王尼玛、徐逸。2019年5月末，恶俗维基上公开了刘慈欣的个人隐私信息以及之前他以小号shipship身份在百度贴吧中的发言，引起了一定关注，被认为是网络暴力的具体体现。
2019年10月，中國大陸河北唐山、河北承德、福建廈門、福建平潭综合实验区等地通報有多名群眾因在惡俗維基編輯和登錄瀏覽遭到警方警告。

## 法律問題
人肉搜索导致肇事人的姓名、身份、家庭地址等个人资料被广泛公布，而且常常会涉及其家人。因其侵犯隐私权，而常与所在国的法律相抵触，因此受到部分人的批评，被指为“网络暴力”；但有時也是法律及司法檢警系統過於落後，民眾自力救濟的現象。同時所謂被搜索到的部分資料是網路上的公開資訊，例如：公開的學校榜單、未設密碼的社群網站等等。
同时也有很多时候人肉搜索的对象并未违法，可能是做了一些与主流道德相违背甚至只是不符合常理的事情。
参与人肉搜索的网民，有时是出于正义感，但也有一些人是抱着一种不负责任所謂“起哄”的心态去参与其中，而不考虑这种行为是否适当。

### 中华人民共和国
徐州曾在2009年1月立法通過禁止人肉搜索，但遭逾九成網民反對，最後當局讓步表示揭示官員貪腐不在此限。
2009年，宁夏于10月1日正式实施的《宁夏回族自治区计算机信息系统安全保护条例》规定，任何单位或个人不得利用计算机信息系统非法截取、篡改、删除他人电子邮件或者其他数据资料，不得擅自公开他人的信息资料，违反者将对个人处以5000元以下罚款，对单位处以5000元至15000元的罚款。
2009年12月26日第十一届全国人民代表大会常务委员会第十二次会议通过《中华人民共和国侵权责任法》第三十六条规定：
2017年3月20日最高人民法院审判委员会第1712次会议、2017年4月26日最高人民检察院第十二届检察委员会第63次会议分别通过《最高人民法院、最高人民检察院关于办理侵犯公民个人信息刑事案件适用法律若干问题的解释》，自2017年6月1日起施行。 其中，解释的第一条规定“公民个人信息”，是指以电子或者其他方式记录的能够单独或者与其他信息结合识别特定自然人身份或者反映特定自然人活动情况的各种信息，包括姓名、身份证件号码、通信通讯联系方式、住址、账号密码、财产状况、行踪轨迹等。 对《刑法》第二百五十三条第三款规定的“以其他方法非法获取公民个人信息”分为两种情形：
- 违反国家有关规定，通过购买、收受、交换等方式获取公民个人信息
- 在履行职责、提供服务过程中收集公民个人信息的

可见，个人通过互联网、搜索引擎查找、手工核实“公民个人信息”，不属于“非法获取公民信息”。但“向特定人提供公民个人信息，以及通过信息网络或者其他途径发布公民个人信息的，应当认定为刑法第二百五十三条之一规定的‘提供公民个人信息’”（《解释》第三条），有可能涉嫌犯罪。
2020年3月1日起，中华人民共和国《网络信息内容生态治理规定》实施，明确网络信息内容服务使用者和生产者、平台不得开展网络暴力、人肉搜索、深度伪造、流量造假、操纵账号等违法活动。

### 中華民國
2010年4月，中華民國修正《個人資料保護法》（舊稱《電腦處理個人資料保護法》），原加入了公開他人個人資料（包括照片），需經該人同意的條文。由於有妨害言論自由等爭議，在立法院審查二讀通過後再行緊急覆議修改，修改後的條文排除了新聞報導及公眾利益等狀況，例如網友為找出虐待動物犯罪者而進行的人肉搜索行為。該條文規定於個人資料保護法第19條與第20條。法院實務上，則要求個人資料必須按照《個人資料保護法》第5條規定的合理限度和目的處理。以人肉搜索而言，與公益無關的資料揭露，以及名譽損害導致的民刑事責任，屬於法院實務的處罰範圍。
除《個人資料保護法》外，《兒童及少年權益與福利保障法》禁止對未成年人肉搜索，《少年事件處理法》也禁止揭露少年保護事件或刑事案件。

## 著名事例
- 新竹象腿幫霸凌事件
- 新店救護車阻擋事件（蕭明禮事件）
- 姜岩自杀事件
- 高跟鞋虐猫事件
- 內湖虐貓事件
- 狗屎女
- 瓮安事件（俯卧撑事件）
- 華南虎照片事件
- 「5·7」杭州飙车案
- 郭美美事件
- 旭光高中性侵害事件
- 林信吾殺警案
- 仙家军